# Копальня Зольф'єр
Копальня Зольф'єр (Zolfiere) — історичний гірничодобувний майданчик у італійському регіоні Тоскана, дещо більш ніж за сім десятків кілометрів на південь від Сієни.
Дослідження показали, що ще в часи етрусків та римлян (починаючи з 5 століття до н. е.) провадилась розробка родовища Зольф'єр на сірку та кіновар (мінерал ртуті).
Під час середньовіччя роботи в Зольф'єр велись щонайменше в другій половині 13 століття та близько 1450 року.
У нові часи відомо про діяльність копалень у 18 та 19 столітті, при цьому в останньому випадку розробка на сріку відновилась після завершення Наполеонівських воєн (1816), велась в 1824-му, потім призупинилась та відновилась у 1838-му і тривала до 1880-х років.
У 20-му столітті район Зольф'єр цікавив промисловців уже лише своїми ртутними покладами, які розробляла копальня Черетто-Піано.